# Centre hospitalier Gérard-Marchant
 (mai 2013).
Le centre hospitalier Gérard-Marchant est un établissement public départemental de santé qui s’adresse à la population haute-garonnaise. Plus de 1 200 agents assurent le suivi de 13 165 patients dans des structures de soins réparties sur l'ensemble du département. 
Le site historique du 134, route d'Espagne à Toulouse est dédié uniquement à la prise en charge en hospitalisation à temps complet. Conformément à l'évolution des prises en charge en psychiatrie, moins de 20 % des patients suivis par le centre hospitalier Gérard-Marchant feront l'objet d'une hospitalisation.
Gérard Marchant fut un médecin toulousain, élève de Jean-Baptiste Delaye, avec lequel il œuvrera pour la construction de l'« Asile de Braqueville ». Plus tard, il en deviendra le premier directeur et marquera en profondeur la vie de l'asile. « Mon existence à Toulouse n'a été consacrée qu'à une pensée unique, la construction d'un asile. » C'est en 1937 en l'honneur de son fondateur et alors que les asiles deviennent des hôpitaux psychiatriques que l'« Asile de Braqueville » fut rebaptisé « centre Hospitalier Gérard Marchant ».
Cet hôpital psychiatrique ouvert en 1858, fut très gravement endommagé à deux reprises, lors de la Seconde Guerre mondiale, dans la nuit du 1er au 2 mai 1944 puis par l'explosion de l'usine AZF le 21 septembre 2001. Il dispose depuis 2012 d'une unité hospitalière spécialement aménagée. 

## Soins dispensés par le CHGM
Ses services, répartis dans l’enceinte du centre hospitalier et à l’extérieur sur tout le territoire départemental sont compétents en psychiatrie générale, psychiatrie infanto-juvénile et psychiatrie en milieu pénitentiaire.

L’évolution de la société conduit l’hôpital public au contact de publics très variés : adolescents, adultes, seniors, détenus, ainsi que leurs familles (soutien et accompagnement).

Les structures de soins ne se focalisent pas sur les seuls symptômes : elles s’ouvrent à toutes les problématiques afin de proposer des modalités et des durées de soins adaptées aux pathologies de chacun. En particulier, les soins somatiques sont pris en charge par une équipe de médecins généralistes. 
La modernisation de la prise en charge psychiatrique a conduit à une politique de réduction importante de la capacité en lits d’hospitalisation (aux alentours de 300 lits aujourd’hui, alors que l’établissement en comptait plus de 1 000 il y a 50 ans) au profit de centres de consultations proches du domicile des patients, de places en hôpital de jour, de centres d’accueil thérapeutique à temps partiel et de centres de post cure et d’appartements thérapeutiques.
Le budget moyen annuel de l’établissement s’établit à 65 millions d’€.

## Histoire du centre hospitalier

### De Braqueville à Marchant: de l'asile au centre hospitalier

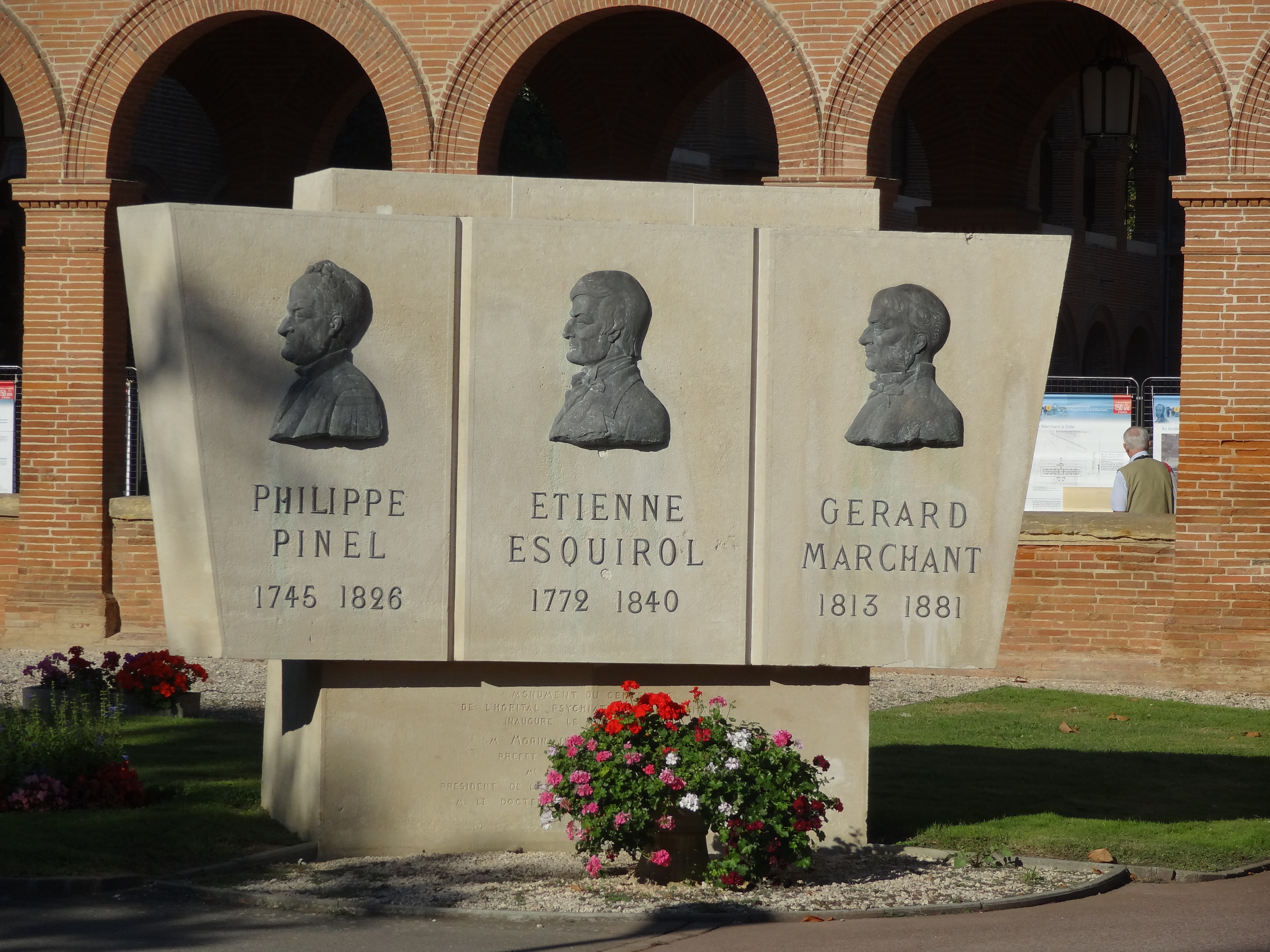
Les docteurs Pinel, Esquirol et Marchant

À l’hôpital La Grave de Toulouse, la supérieure, sœur Chagny, obtient de l’administration en 1822, alors qu’il n’y a pas encore d’aliéniste dans l’établissement, les fonds nécessaires pour faire construire des bâtiments appropriés pour les aliénés.

À l’instar du Dr Philippe Pinel et du surveillant Jean-Baptiste Pussin, à la Salpétrière, elle incarne à Toulouse, celle qui a libéré les aliénés de leurs chaînes et leur a accordé soins et intérêt. Cependant, il reste beaucoup à faire pour compléter les réformes entreprises dans ce quartier qu’on peut plutôt considérer comme un lieu de détention que comme un lieu de traitement.

À la fin de l’année 1826, le docteur Jean-Baptiste Delaye, est nommé médecin du quartier des aliénés de La Grave, sur proposition d’Esquirol. Médecin organiciste, il donne à la folie des causes morales, mais c’est avant tout un apôtre de la modération. En 1835, La Grave compte 321 aliénés et le Dr Delaye a semble-t-il participé à bien améliorer leur sort. Cependant, il est également responsable d’une maison privée pour « mentaux », et c’est la raison pour laquelle il ne se verra pas confier la direction du projet de l’asile public. C’est donc à son adjoint, le docteur Gérard Marchant, que sera donnée la préférence, pour ouvrir l'asile, en 1858, mettant en avant ses recherches, ses projets et ses publications (voir Bibliographie, plus bas).
En 1850, le conseil général vote le principe de la construction de l’asile de Haute-Garonne, aux frais du département. L’endroit est choisi : le lieu-dit « Braqueville » du domaine Gironis.

#### Étymologie de «Braqueville»

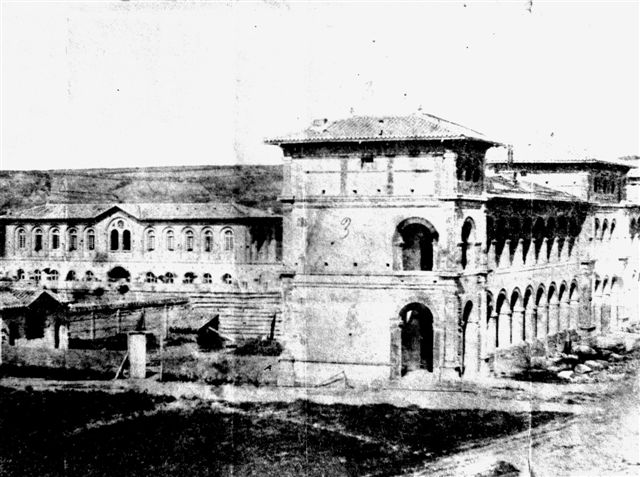
L'asile en construction

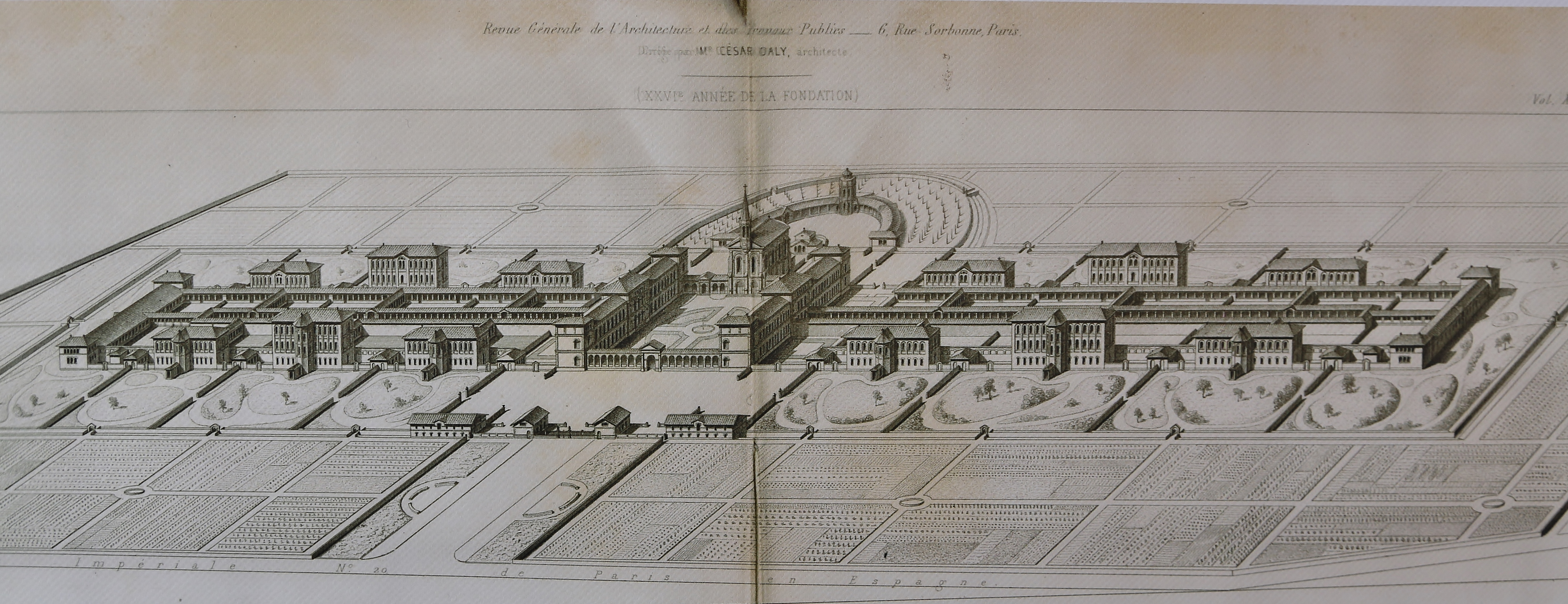
Plan de l'asile

Francis Decoucut, Directeur du CHGM de 1988 à 1999, rapporte que l’origine du nom du lieu-dit viendrait de « Bracco », patronyme d’un valeureux soldat goth, que son chef récompensa après une expédition germanique dans le midi, en lui donnant ce fief. Françoise Jacob fait le lien avec le mot bracatus, celui qui porte des « braies », « larges culottes portées par les barbares (les Francs) », et qui par extension, désignent ceux qui les portent. Ainsi, Braqueville aurait été le quartier des barbares. Si l’idée est séduisante, l’étymologie reste cependant à vérifier. Léon Dutil raconte par ailleurs, qu’en 1235, les Dominicains, chassés de Toulouse par les sympathisants cathares, se réfugient à cet endroit. Braqueville liée à l’Inquisition... L’endroit devint plus tard propriété du chapitre de Saint-Étienne, qui tira de ces terres de bons revenus jusqu’à la Révolution française. 
C’est ce lieu, donc, que l’on choisit pour établir le futur asile.

#### Construction de 1852 à 1864
L'architecte chargé de la construction des locaux de l'asile fut Jacques-Jean Esquié. L'avant-projet fut imaginé en 1850, et la construction commença en 1852, pour se terminer en 1864.

En 1867, l'asile Bracqueville reçut le deuxième prix pour l’architecte et son chef-d’œuvre, à l’exposition universelle de Paris.

Débuté en 1852, le chantier de l'Asile de Braqueville est d'une rare ampleur. La main-d’œuvre est abondante, et des malades de La Grave sont mis à contribution pour certaines tâches. Les travaux ne s'achèvent qu'en 1864, soit 12 ans après leur commencement. Cette relative lenteur semble largement imputable aux manques de crédits. Handicap accentué par l'augmentation du coût des matières premières et de la main d'œuvre.

C'est le 1er juillet 1858 que l'asile ouvre ses portes pour la première fois. Pourtant, les travaux ne sont pas encore terminés. Marchant nommé médecin-directeur souhaite alors bénéficier au plus vite du confort offert par ce nouvel espace. Il investit le site avec 260 aliénés de La Grave.

#### De 1909 à 1936
En juin 1909 Maurice Dide remplace le Dr Paul Dubuisson en tant que médecin-directeur de l’asile qui compte alors environ 1 000 malades créé par Gérard Marchant. Excepté sa période de participation au conflit entre 1915 et 1919, il restera directeur jusqu'en novembre 1936.

### D'AZF à nos jours
Le vendredi 21 septembre 2001, à 10 h 17, l'usine AZF explose provoquant la mort de 30 personnes dont 22 dans l'usine et 8 à l'extérieur. On dénombre 2 500 blessés. L'hôpital Marchant voisin de l'usine est dévasté.

À la suite de l'explosion de l'usine AZF, le centre hospitalier Gérard Marchant est entièrement évacué. Il comprend alors 350 patients et 1 000 employés. On compte de nombreux blessés. Le traumatisme est pour tous profond et laissera des traces durables.

Dans la soirée du 21 les 350 patients ont trouvé un hébergement dans 44 structures différentes sur toute la région. C'est le début d'un long exil pour les patients et pour les soignants. En effet les équipes continuent leur prise en charge dans les hôpitaux d'accueil parfois à plus de 100 km de Marchant.

Cette catastrophe contraint le CH Gérard Marchant à restructurer différemment son offre de soins. Sa physionomie architecturale subit des transformations radicales. Depuis cette date, l’hospitalisation des patients ne se fait plus dans les pavillons pensés au XIXe siècle par Esquié et Gérard Marchant mais dans des nouveaux locaux de plain-pied répartis dans le parc.

Au cours le 2e trimestre 2002, six pavillons accueillent de nouveau les patients sur site et 120 lits d'hospitalisation sont installés à l'hôpital Larrey. Mais ce n'est véritablement qu'en décembre 2005 avec l'ouverture des 7 pavillons d'admission au 134 route d'Espagne, que la page « AZF » peut progressivement se tourner.

Les travaux concernant la réhabilitation des services administratifs et techniques se termineront seulement en 2012, près de dix ans plus tard. Il dispose depuis 2012 d'une unité hospitalière spécialement aménagée (UHSA).

#### Difficultés et multiplications des incidents
L’hôpital psychiatrique Gérard Marchant connait des difficultés croissantes à partir de 2023. Le 11 juillet 2024 : la Chambre régionale des comptes d’Occitanie publie un rapport pointant du doigt des dysfonctionnements dans la gestion du centre. Il dénonce également une offre de soins psychiatriques publique insuffisante face à l’augmentation des besoins, des délais de consultation trop longs et des urgences saturées. Le rapport met en avant une prédominance du secteur privé dans région se concentrant sur les troubles les moins sévères, augmentant la pression sur le secteur public qui doit déjà faire face à une augmentation de la demande, en partie lié à l’augmentation de la population. Le rapport met également en lumière des difficultés de recrutements ainsi qu’une surcharge de travail du personnel, ainsi qu’un site présentant des problèmes de sécurité. L'Inspection générale des affaires sociales (IGAS) a également été saisie en 2024, et vient de rendre son rapport avec 14 recommandations dont l'ouverture de lits supplémentaires, le doublement des gardes et la contractualisation des soignants.
De nombreux incidents surviennent sur cette période :
- Décembre 2023, le personnel alerte sur ses conditions de travail dans des locaux délabrés et non entretenus. Ils dénoncent des coupures d’électricité fréquentées, des températures caniculaires en été et 15 degrés en hiver, ainsi que la présence de moisissures. Le manque de personnel est également pointé du doigt par les syndicats[8].
- Le 23 mars 2024 un patient met le feu à son matelas, l’incendie est rapidement maitrisé[9].
- Le 16 aout 2024, un patient de 27 ans porte plainte pour un viol par un autre patient, subit la veille. La famille de la victime est scandalisée, d’autant plus qu’une alerte avait été faite suite à une agression sexuelle commise par le même patient 2 mois auparavant[10].
- Le 24 septembre 2024 un incendie survient dans une chambre, le patient est évacué dans un état d’urgence absolu au CHU Purpan, tandis que 12 autres patients sont évacués et victimes d’inhalation de fumées. L’incendie a endommagés 6 chambres. Selon le syndicat Sud il y a 2 ou 3 départs de feu par an à Gérard Marchant[11].

## Architecture et protection

Vue aérienne du centre hospitalier en avril 2019

L’asile est structuré par un axe principal de symétrie reliant l’entrée, la cour d’honneur de l’administration, la chapelle, l’arrondi des services généraux, le château d’eau. De part et d’autre se développent les deux sections affectées aux deux sexes. Chacune comprend sept pavillons établis sur deux lignes liés par des galeries couvertes à l’administration, améliorations inventées par l’aliéniste Brière de Boismont. Recommandée par Esquirol mais généralement abandonnée pour son coût, la séparation thérapeutique absolue des quatorze quartiers a ici été obtenue.
Ce beau plan symétrique et hiérarchisé, parangon de rationalisme, fut allié à des façades colorées d’une grande qualité architecturale. Les deux bâtiments de l’administration relèvent des classicismes français et italiens avec leur double hauteur d’arcades en plein cintre et leur composition en cinq parties dont trois avant-corps abritant les principaux éléments de la circulation. Classiques aussi les arcades en plein cintre qui les relient tandis que la chapelle romano-gothique a reçu un décor peint du célèbre parisien Alexandre Denuelle. Les pavillons des malades et leurs jardins à l’anglaise relèvent du vocabulaire pittoresque. Ce modèle d’éclectisme recèle quelques formes toulousaines telles que les « mirandes », le souvenir du plan des Jacobins de Toulouse pour la chapelle. Les matériaux locaux très économiques et très colorés — la brique « foraine » de grand format et de tonalité rose-orangé, les tuiles creuses caractérisent cet exceptionnel ensemble architectural toulousain.
L’établissement fut dédié à l’aliéniste toulousain J.-E.-D. Esquirol qui en inspira la réalisation. Son portrait, un médaillon, domine l’arc d’entrée à la cour d’honneur. 
Les façades et toitures des bâtiments administratifs bordant la cour d'honneur, du bâtiment en hémicycle situé à l'ouest de la chapelle, des pavillons des malades bordant les deux allées situées au nord et au sud de la cour d'honneur avec leurs galeries de circulation bordant les allées centrales ainsi que les restes de galeries transversales situées côté nord, avec leurs restes de pavement en calade, la chapelle de l'hôpital en totalité, la cage d'escalier au nord-ouest du bâtiment administratif situé au nord de la cour d'honneur, avec sa rampe en ferronnerie, sont  inscrits au titre des monuments historiques depuis le  28 mai 2008.
En 1963, l'architecte Pierre Debeaux édifie le Château d'eau de l'hôpital Marchant. Situé au fond du parc de l'hôpital, le château d'eau est construit en béton armé, selon un dessin remarquable: le réservoir est de forme icosidodécaèdre et porté par une colonne de plan décagonal. Le château d'eau bénéficie du label « Patrimoine du XXè siècle » depuis 2017.

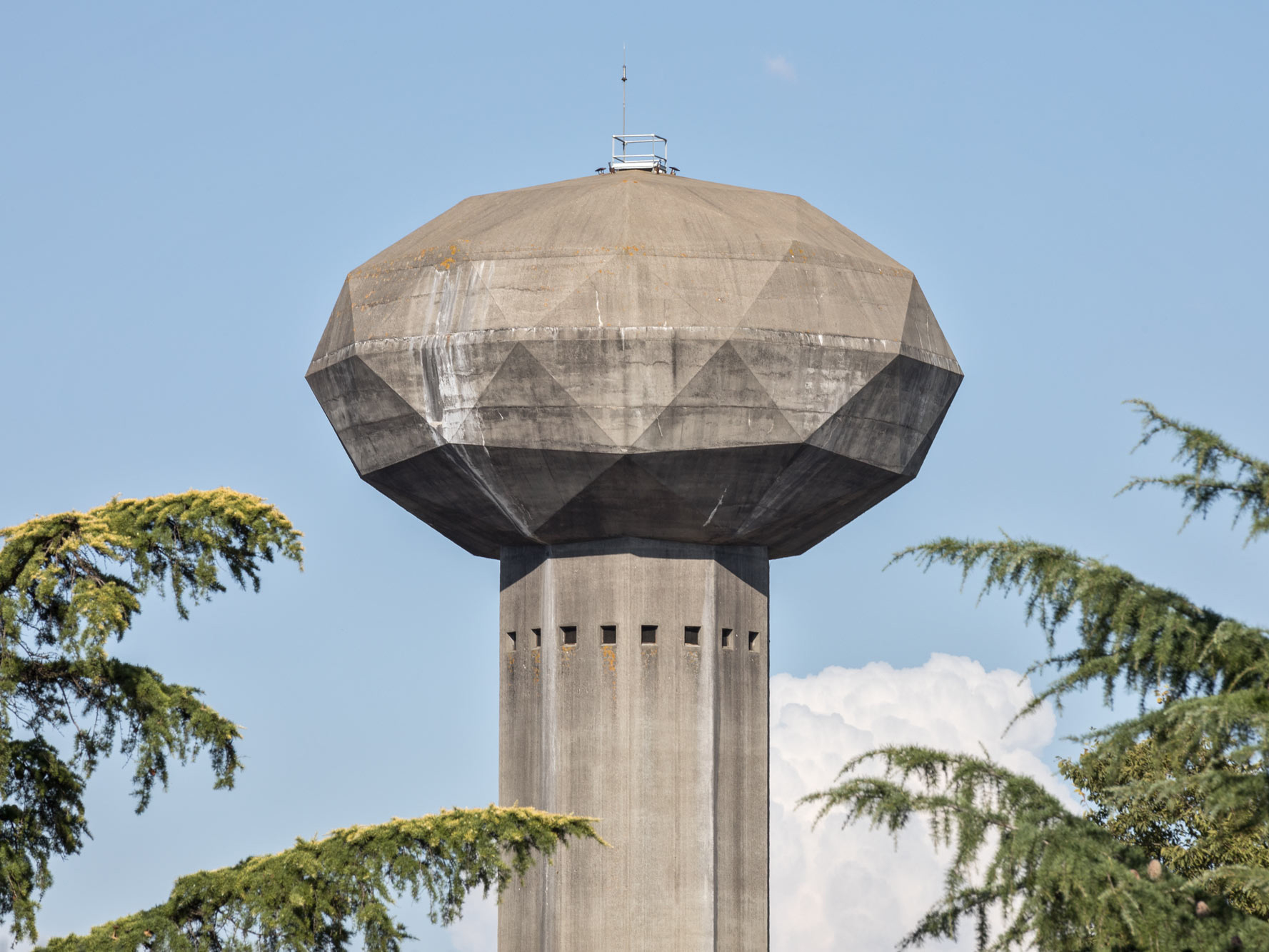
Château d'eau de l'hôpital Marchant, Toulouse

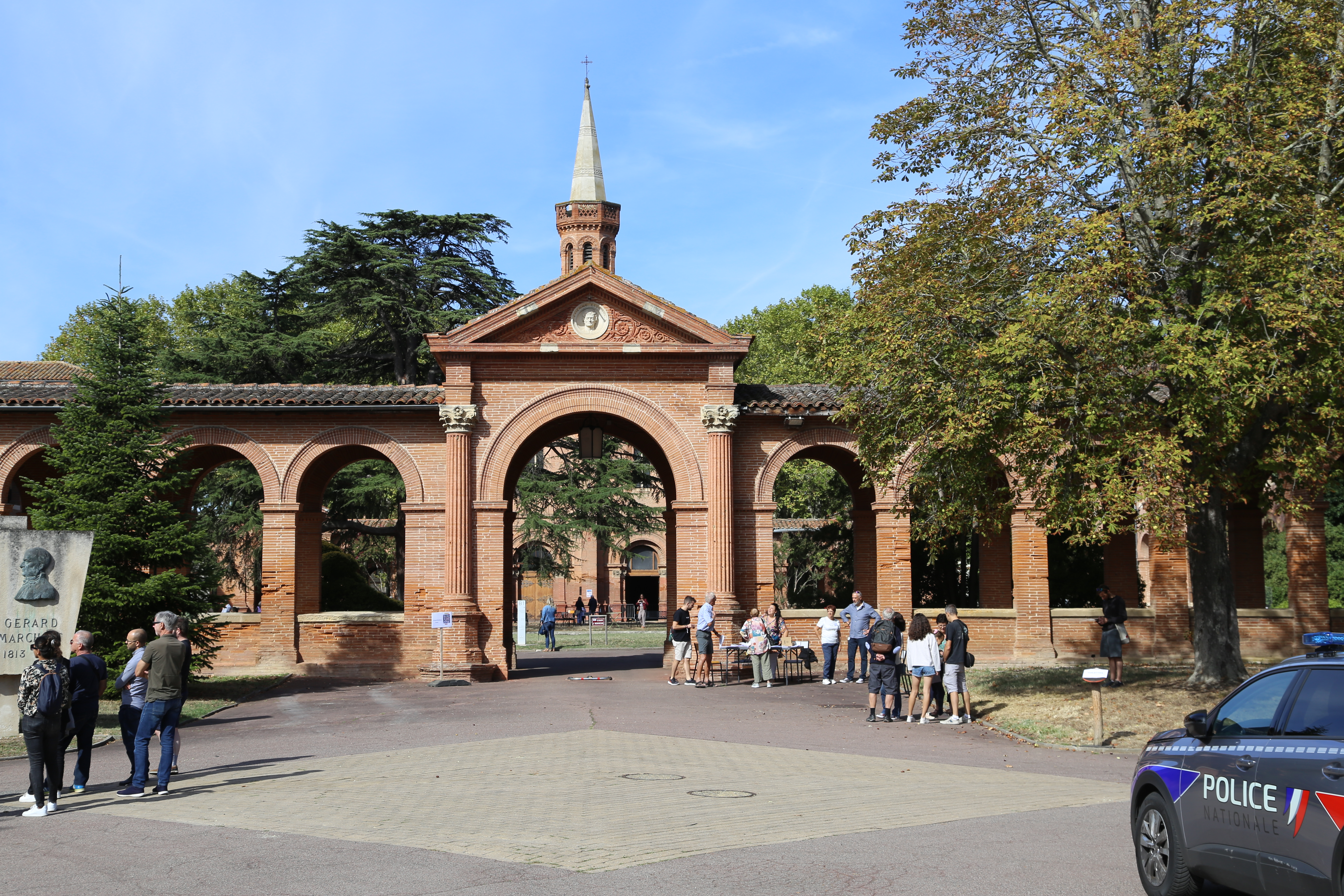
Le portail d'entrée.
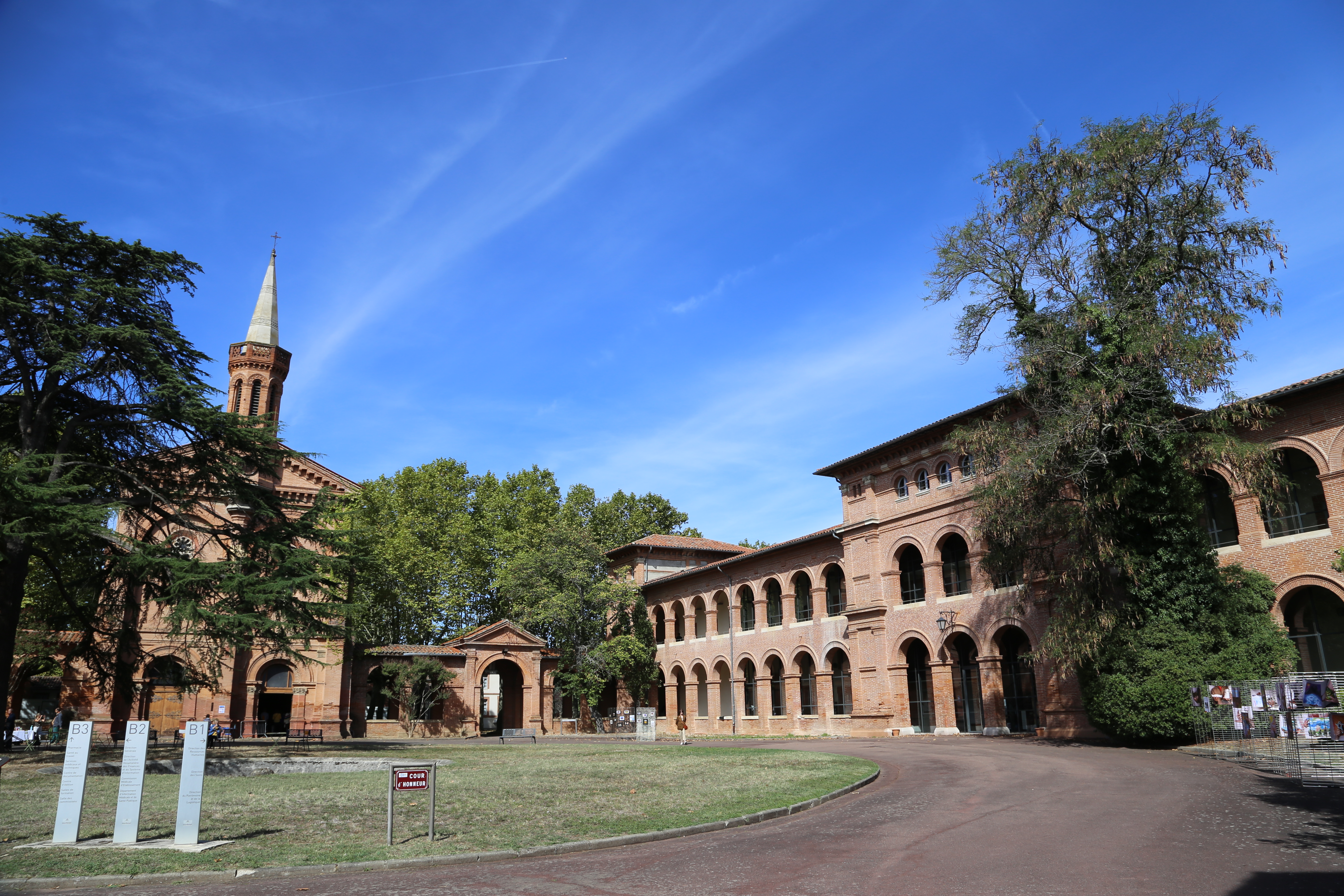
La chapelle et un bâtiment administratif ouvrant sur la cour d'honneur.
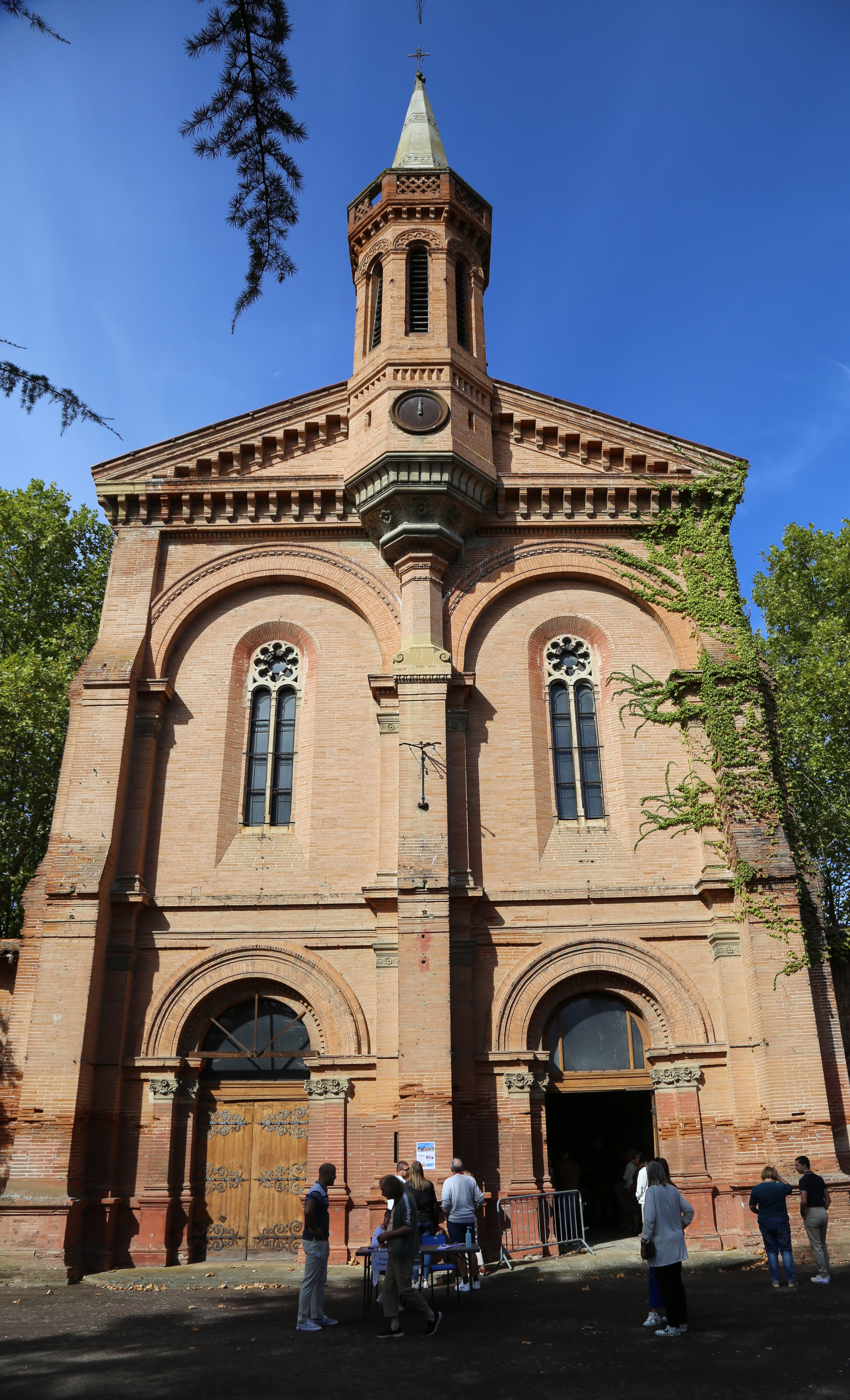
La chapelle.
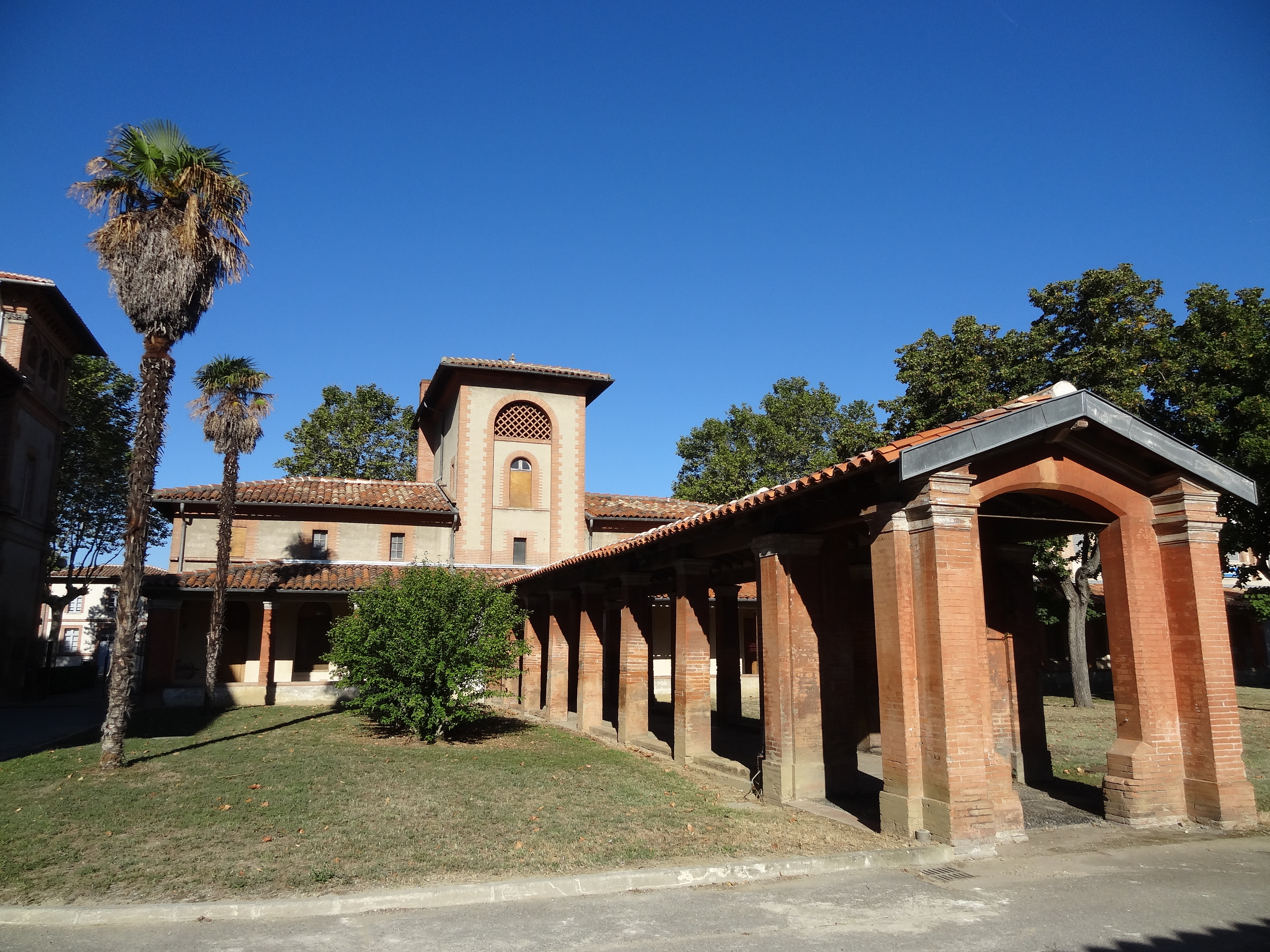
Un pavillon de soins.